# Blade Strangers
『Blade Strangers』（ブレード ストレンジャーズ）は、スタジオ最前線が開発した2D対戦型格闘ゲーム。

## 概要
開発元のスタジオ最前線と日本国外発売元のNicalisが関係しているゲームソフトなどからキャラクターが登場し対戦を行うクロスオーバー作品。技を出す際に一般の格闘ゲームのようなコマンド入力が必要なくコンボを出しやすい仕様が特徴で、スタジオ最前線は「格闘ゲームの楽しさを、より多くの人に！」をコンセプトに掲げている。
スタジオ最前線は本作以前に対戦型格闘ゲーム『ブレードアークス from シャイニング』をセガと共に開発しているが、本作はその時の経験を活かしてもう一作品作りたいという考えから開発がスタートした。なお、本作のタイトルにも「ブレード」の文字が含まれているが両作の中身に関連はなく、同じ開発元が作った格闘ゲームであることや本作で剣を使うキャラクターが多いという意味が込められている。

## システム
弱・強・スキル・特殊の4ボタンと8方向レバーの組み合わせで技を出すことができる。
攻撃を与えたり受けたりするごとに「スキルゲージ」が溜まっていく（最大3本まで）。このゲージを消費することにより以下の技を発動できる。
- EXスキル攻撃 - 通常のスキル攻撃よりも強力な攻撃が出る。ゲージ0.5本消費。
- オフェンシブスキル - 発動中の技をキャンセルして突進攻撃を行い、その後のコンボにつなげることができる。ゲージ1本消費。
- ディフェンシブスキル - ガード中に相手を吹き飛ばしダウンさせる。ゲージ1本消費。
- ウルトラスキル - 各キャラクター固有の大技を発動させる。同時押ししたボタンの種類により技が変化する。素早く2回入力するとより強力な「ウルトラスキルLv.2」となる。ゲージ消費は通常が1本で「Lv.2」は2本。
- ヒートアップ - 自身の体力ゲージが残り少なくなった時に発動でき、相手の攻撃1発目に対するスーパーアーマーとスキルゲージ消費量減少の効果が一定時間続く。ゲージ1本消費。

## ゲームモード
ストーリーモード
各キャラクターを主人公とする物語に沿って対戦を行うモード。
チュートリアルモード
ゲームの基本操作を学ぶことができるモード。
ミッションモード
ミッションの達成を目指すモード。指定されたコンボを成功させる「チャレンジ」、および追加キャラクター以外の初期キャラクター14体と連続で対戦する「サバイバル」が含まれる。
アーケードモード
ランダムで設定される相手と次々に対戦し勝ち抜いていくモード。
バーサスモード
任意のキャラクター2体を指定して対人戦やCPU戦を行うモード。
トレーニングモード
任意のキャラクター2体を指定して操作の練習を行うことができるモード。
オンラインモード
オンライン対戦を行うモード。ランクの上下を賭ける「リーグマッチ」、ランク変動なしでプレイヤー情報を伏せる「ステルスマッチ」、同じくランク変動なしでプレイヤー情報を公開する「カジュアルマッチ」がある。

## 世界観
コンピュータの「モート」たちにより管理される「多次元宇宙」は、「リナ」と呼ばれる邪悪な存在により次々と侵食され滅亡の危機にあった。そこでモートたちは、平行世界からヒーローたちを召喚し、リナに対抗する「ブレードストレンジャー」の候補を選別することを決める。召喚されたヒーローたちは「『世界一武闘大会』での優勝を目指している」という疑似記憶を埋め込まれ、戦いを繰り広げる。

## キャラクター
キャラクターのうち13人の声は日本工学院クリエイターズカレッジ声優・演劇科の在校生と卒業生が担当している。
以下の担当声優は芸能活動の実績が確認でき出典のある人物のみ記述する。

### 操作キャラクター
ソランジュ (Solange)
登場作品：CODE OF PRINCESS
デラクシア王国リュクス王家の第一王女。フルネームはソランジュ・ブランシュフルール・ド・リュクス。
大会に優勝し亡き父を生き返らせるという目標を掲げている。露出度の高い恰好をしているが性的な目で見られることを嫌がる。
聖剣「DXカリバー（デラックスカリバー）」を用いたリーチの長い強力な攻撃を行う。
アリー (Ali)
登場作品：CODE OF PRINCESS
ソランジュとともに旅をする盗賊。フルネームはアリー・ヴァヴァ。
盗めないものはないと豪語する自信家。女性ながら男性的な体つきをしているが、後述のヘレンからは胸が小さいことを心配される。
素早い動きを活かした近接攻撃を駆使し、投擲武器として爆弾も用いる。
ライオンゲート (Liongate)
声：池上裕騎
登場作品：CODE OF PRINCESS
デラクシア王国に侵攻したディスロットン王国冥王軍の剣士。フルネームはジョー・ザ・ライオンゲート。目元をマスクで隠している。
記憶喪失の状態にあり自分が何者なのかも把握できていないが、ソランジュが自分の妹であることは覚えている。
ソランジュと似た剣術を用いるが、火の玉を放つ攻撃「ダンテ・ファイヤ」も行う。
Master.T
登場作品：CODE OF PRINCESS
ソランジュとともに旅をする格闘家。フルネームは怒羅拳・T・牙（ドラッケンティーガー）。原作では「Mr.T」とも呼ばれる。
動物をこよなく愛する一面を持ち、後述のカーリーが語る兎耳の種族「ミミガー」や江美子が連れている二足歩行の巨大な猫「シャケマル」に強い関心を寄せる。
幻獣をモチーフにした拳法「UMA48（ユーエムエーフォーティーエイト）」による数々の強力な近接攻撃を行う。
クォート (Quote)
登場作品：洞窟物語
男性型の武装探索ロボット。原作では台詞が表示されることはないが、本作では対戦中のみ言葉を発する。
他のキャラクターとはほぼ絡まず、カーリーとの対戦後にはミミガーの今後について託される。
ハンドガンの「ポーラスター」やブレード、ファイアボールといった原作準拠の攻撃を行う。
カーリー (Curly)
声：山本千尋
登場作品：洞窟物語
女性型の武装探索ロボット。フルネームはカーリーブレイス。
ミミガーたちを護るという思いが強く、ミミガーに危害を加えそうだと判断した相手には敵意をあらわにする。
マシンガンを中心とした遠距離攻撃を得意とする。
海腹川背（うみはらかわせ、Kawase）
登場作品：海腹川背シリーズ
流しの板前として食材を求め旅をする女性。一人称は「ボク」。原作では「川背さん」とも呼ばれる。
普段は周囲と明るく接しているが、ストーリーモード終盤では夢の世界に籠っていることを指摘され両親に対する思いを口にするほか、ウルトラスキルの一つ「夢の中の惨劇」の発動時には狂気的な姿を見せる。
先端にルアーのついたゴムロープを駆使して素早い移動や攻撃を行う。
横山埜鼓（よこやまのこ、Noko）
声：永峰遙
登場作品：海腹川背シリーズ
未来の世界で時空間をパトロールする時空警察の潜入捜査員。「ノッコ」とも呼ばれる。海腹川背の子孫にあたる。本来は24歳だが「肉体年齢」は18歳で、女子高生風の服装をしている。
大会に犯人が紛れているという情報をもとに、対戦相手を片っ端から逮捕しようとする。
トンファー型の武器「プラズマ・トンファー」を用いた素早い近接攻撃を行う。
原作にない設定として、時空警察に所属していた埜鼓の父がクリスマスの日の事件で命を落としたことを機に自身も時空警察となり、父を救うため事件を未然に防ごうとしているというエピソードが作中で明らかになる。
江美子（えみこ、Emiko）
声：今関侑香
登場作品：海腹川背シリーズ
漁業を学ぶノルウェー人の父と山陰地方出身の母を親に持つ9歳の少女。原作では「江美子ちゃん」とも呼ばれ、本作内では「エミコ」と表記される。海腹川背が9歳だった時の友達。
子供らしい無邪気な発言をしつつ対戦相手に毒づくこともある。モートたちからは、一緒にいる巨大猫のシャケマルのほうがブレードストレンジャーだと認識されている。
対戦時の江美子はシャケマルの背中にしがみついた状態で、攻撃の多くはシャケマルの体術により行われる。
ヘレン (Helen)

登場作品：なし（本作オリジナル）
古代ギリシャの戦士。
大切な人物の命を奪った組織への復讐心を燃やし、対戦相手を仇敵と決めつけて戦いを挑む。大切な人物や組織についての詳細は不明。
剣を用いて素早い近接攻撃を行う。
ショベルナイト (Shovel Knight)
登場作品：ショベルナイト
ショベル型の武器「ショベルブレード」を用いる騎士。本作における姿は原作よりも大柄に描かれている。
ヘレンからはショベルで戦うことに対してふざけているのかと一喝され、アリーからはショベルで盗掘をするつもりかとからかわれる。
移動速度が遅いが、原作のアイテムなどを用いた強力な攻撃を行う。
ガンヴォルト (Gunvolt)
登場作品：蒼き雷霆 ガンヴォルトシリーズ
武装組織「フェザー」の元メンバーで、電子を操る能力「蒼き雷霆（アームドブルー）」を保持する少年。通称「GV」。
会話シーンでは原作でガンヴォルトの心に宿る少女シアンも登場し、対戦相手が何故か女性ばかりであることが気になり拗ねてしまう。
スキルゲージが自分からの攻撃では溜まらない一方で「チャージ」のスキルを使って大幅増加できるという特殊な仕様を持つ。また、ウルトラスキルの数は他のキャラクターは2種類だがガンヴォルトのみ3種類ある。
アイザック (Isaac)
登場作品：The Binding of Isaac
実の母から命を狙われダンジョン内で逃げ続ける子供。常に滝のような涙を流している。
当初モートたちからは本当にブレードストレンジャーなのかと疑念を持たれるが次第に認められ、最終的には何故かモートたちがアイザックと同じような泣き声を上げ始める。
通常攻撃のリーチが短い一方、涙の粒を飛ばしたり爆弾や蜘蛛を設置したりなどの特殊な攻撃も行う。
リナ (Lina)

登場作品：なし（本作オリジナル）
多次元宇宙に侵略を仕掛けた存在。リナと後述の水着川背以外を主人公とするストーリーモードでは最終ボスとして登場する。
相棒の「デビアン」とともにブレードストレンジャーたちを食らい尽くし世界を「統合」しようと目論んでいる。ストーリーモード最終戦では、ブレードストレンジャーとして覚醒したソランジュと対決する。
照準を任意の場所に定めて攻撃する「ギガ・マイン」や瞬間移動する「テレポーテーション」などの特殊な技の数々を用いる。
水着川背（みずぎかわせ、Summer Kawase）
水着姿の海腹川背。一人称は「あたし」。会話シーンでの名前表記は「海腹」。他人から見た海腹川背の元気でスタイル抜群なイメージを具現化した存在。2019年実施のアップデートにより追加された。
日々苦しみを抱えている本来の海腹川背のことを「闇のあたし」と呼び、苦しみから解放するという名目のもとで本来の海腹川背を消滅させようとする。ストーリーモード最終戦では海腹川背と水着川背による対決が行われる。
使用技は海腹川背と類似しているが、ゴムロープを画面上部にひっかけて長距離を素早く移動する海腹川背の技「ラバーリング」は画面上部にぶら下がる「ハンギング」に差し替えられ、ウルトラスキルの内容も異なる。
ピア (Piaa)
声：高橋美紀
登場作品：どきどきポヤッチオ
自然豊かな村プエルコルダン出身の魔法使い。原作よりも年齢を重ねており、原作の時代のことを「幼い頃」と表現している。2019年実施のアップデートにより追加された。
「ノルノスの聖典」の起動によりプエルコルダンから多次元宇宙に転移してしまい、対戦相手から魔力を吸収することで宇宙を巡り故郷への帰還を目指している。海腹川背との対戦時には原作の登場人物のマリンと勘違いする一幕もある。
電気の球を発生させ任意の方向に飛ばせる「ライトニング」や発動後に時間をおいて雷を落とす「サンダー」など特殊な効果の魔法を駆使する。
アバン (Aban)
登場作品：1001 Spikes
行方不明の父を捜すべく遺跡を冒険する流れ者。フルネームはアバン・ホーキンス。2019年実施のアップデートにより追加された。
遺跡でトラップの岩の下敷きになり死亡したと思われた瞬間に何故か多次元宇宙に転移し、モートからリナの討伐を依頼される。
体術やナイフによる近接攻撃のほか、原作に登場するトラップの数々を攻撃手段に用いる。

### その他のキャラクター
モート (Mote)
多次元宇宙の管理者たち。ストーリーモードの合間に現れて狂言回し的な会話を行う。
エキシバ (Exiva)

多次元宇宙における女神。ストーリーモードの終盤に現れて主人公に対する問いかけを行い、ブレードストレンジャーとしての覚醒へと導く。